# Естественно-научная библиотечка школьника
«Естественно-научная библиотечка школьника» — научно-популярная книжная серия, предназначенная для среднего и старшего школьного возраста, выпускавшаяся Государственным издательством детской литературы Министерства просвещения РСФСР (Детгиз). Выходила в конце 1940-х—начале 1950-х годов. Некоторые из книг переиздавались также в других научно-популярных сериях (например, в «Научно-популярной библиотеке» Гостехиздата).
Формат книги: 84x108/32 (~130х205 мм); бумажная обложка. Стандартный тираж 200 тысяч экземпляров.

## Книги серии
1949
- Бублейников Ф. Д. Загадки Земли. — М.; Л.: Детгиз, 1949. — 120 с. — (Естественно-научная библиотечка школьника).

1950
- Воронцов-Вельяминов Б. А. Звёздный мир. — М.; Л.: Детгиз, 1950. — 72 с. — (Естественно-научная библиотечка школьника).

- Стекольников И. С. Молния и гроза. — М.; Л.: Детгиз, 1950. — 132 с. — (Естественно-научная библиотечка школьника). — 200 000 экз.

- Фролов Ю. П. Строение и жизнь человеческого организма. — М.; Л.: Детгиз, 1950. — 96 с. — (Естественно-научная библиотечка школьника). — 200 000 экз.

1951
- Беляков А. П. Электричество вокруг нас. — М.; Л.: Детгиз, 1951. — 88 с. — (Естественно-научная библиотечка школьника). — 200 000 экз.